# Potamothrix bavaricus
Potamothrix bavaricus är en ringmaskart som först beskrevs av Oschmann 1913.  Potamothrix bavaricus ingår i släktet Potamothrix och familjen glattmaskar. Arten är reproducerande i Sverige. Inga underarter finns listade i Catalogue of Life.